# 四川省南充高级中学
30°47′30″N 106°4′59″E / 30.79167°N 106.08306°E
四川省南充高级中学是位于中华人民共和国四川省南充市的一所四川省一级示范高中，成立于1927年。

## 沿革
- 南充高中由吴玉章先生于1927年创立。
- 1950年2月，四川省立南充中学与私立建华中学合并（张澜先生创立，今南充建华中学），称川北公立南充高级中学。
- 1952年8月，川北公立南充高级中学分为四川省南充高级中学和建华中学。
- 2000年5月，与龙门中学合并设高坪校区，于嘉陵火花街道设嘉陵校区。
- 2006年4月，撤销高坪校区，恢复龙门中学独立性。[2]

## 校名及校址变化
| 名称                   | 时间           | 地址                                           |
| ---------------------- | -------------- | ---------------------------------------------- |
| 嘉陵高级中学校         | 1927.8―1929.4  | 莲花池北堤南充蚕桑局公地报恩寺                 |
| 四川省立嘉陵高级中学校 | 1929.5―1935.7  | 莲花池北堤南充蚕桑局公地报恩寺                 |
| 四川省立南充中学       | 1935.8―1949.12 | 莲花池北堤南充蚕桑局公地报恩寺                 |
| 川北公立南充高级中学校 | 1950.2―1952.8  | 南充市三圣街                                   |
| 四川省南充高级中学校   | 1952.9―1971.1  | 南充市新建乡西门坝                             |
| 南充市第四中学校       | 1971.2―1980.12 | 南充市涪江路                                   |
| 四川省南充高级中学     | 1981.1—2000.5  | 南充市（顺庆区）涪江路                         |
| 四川省南充高级中学     | 2000.5—2006.3  | 南充市顺庆区涪江路、高坪区龙门镇、嘉陵区学府路 |
| 四川省南充高级中学     | 2006.4—        | 南充市顺庆区涪江路、嘉陵区学府路               |

## 目前状况

### 校区
截至2021年10月，四川省南充高级中学拥有顺庆、嘉陵、临江、高坪四个校区，校园总面积达890余亩。

### 主要建筑

#### 顺庆校区
- 诚勇楼（办公楼）
- 卓越楼（教学楼）
- 玉章楼（教学楼）
- 表方楼（办公楼）
- 食堂
- 体育办
- 学生宿舍
- 西三楼（部分学生宿舍及地理教研组）
- 综合楼

### 招生管理制度
学校名义上实行动态管理，在高一第二学期至高三第一学期可按考试成绩申请调整班级。同时课改班会有成绩警告机制，即月考成绩低于一个标准线会被要求退出课改班，但实际上最终决定权在班主任。
校设课改班、火箭班、卓越班三类班级。
顺庆校区中考录取线在710分左右。自主招生录取线通常是满分的60%左右。

### 学生会及社团
两校区学生会无直接联系。

#### 顺庆校区
顺庆校区学生会由学生会主席团管理，下辖9个部门：组织部，学习部，文艺部，生活部，礼仪部，宣传部，青年志愿者协会，体育部，纪检部。但体育部，纪检部由学校直接控制。
学生会每年会在校内开展一些大型活动，如“Wake Up”校园音乐节等。
与此同时，顺庆校区亦设有Oversoul舞蹈社，Mk创客社，枫街音乐社，模拟联合国社，菱方化学社，英语社等与学生会无隶属关系的社团，会于每年9月招新换届。

## 学校文化

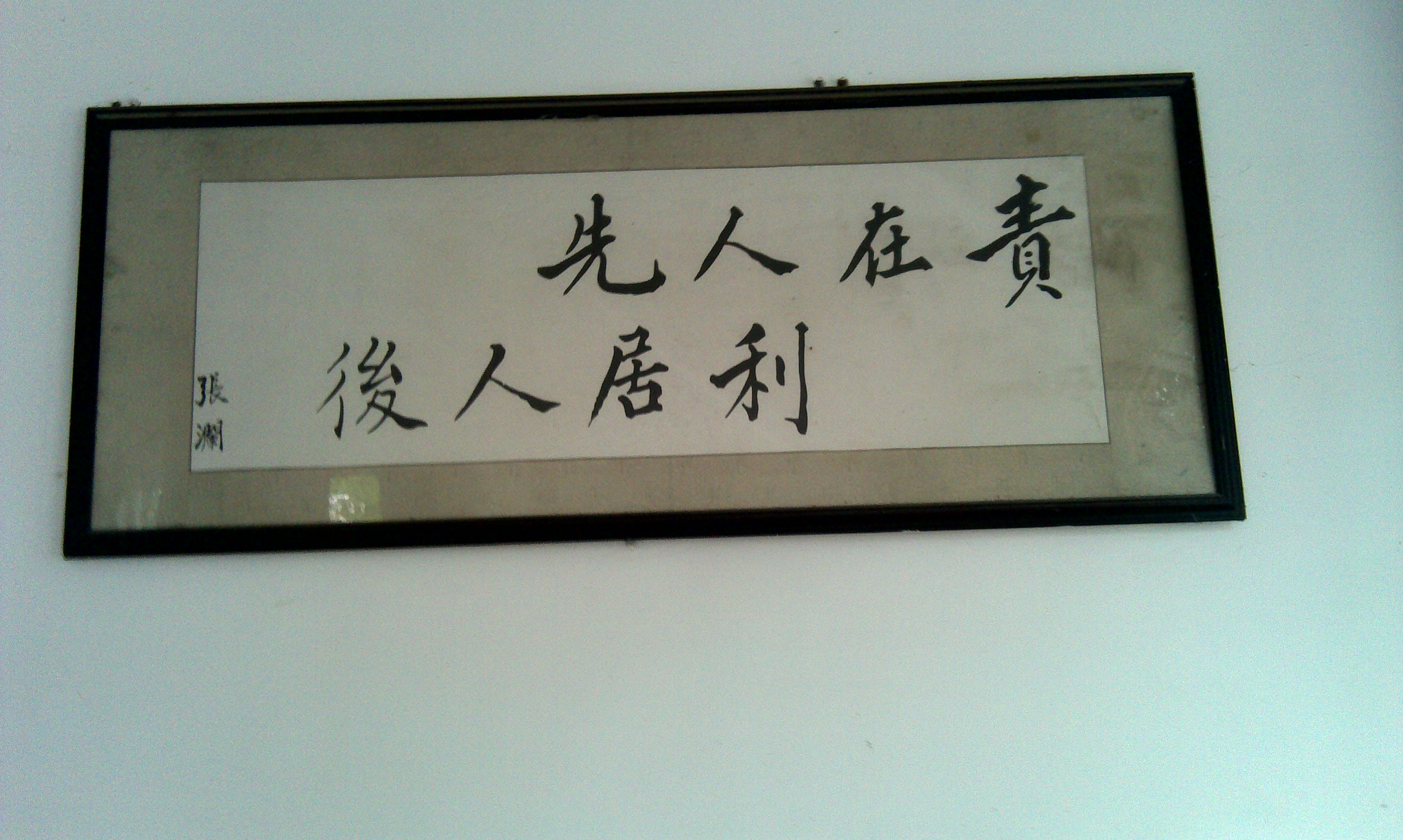
责在人先，利居人后

### 校训及理念
- 校训：弘扬诚勇 追求卓越。
- 教风：严谨治学 灵活善导 教书育人 为人师表
- 学风：刻苦钻研 多思善问 全面发展 学有所长
- 育人理念：知荣辱 明礼仪 会感恩 成大器

在顺庆校区办公区处悬挂有以下标语：“责在人先，利居人后。”被视为学校第二校训。

### 校歌
莲池泠泠，嘉陵汤汤。
清泉右绕，舞凤左翔。
巍巍吾校，在水云乡。
硕士学子，会聚一堂,。
教学不倦相扶将，亲爱精诚道日彰。
莲池乃忠义之邦，敢奋兴起图自强,。
自强，自强。
自强不息，前途无疆。
无疆，无疆。 
为诚为勇为民族争荣光。